# Batalla de Funes
La Batalla de Funes (o de la Tarabita de México) fue un enfrentamiento militar librado el 16 de octubre de 1809 entre las fuerzas realistas y patriotas, con victoria de las primeras.
Fue la primera batalla de librada en Hispanoamérica por la independencia.

## Antecedentes
El 10 de agosto de 1809 se formaba la Junta Soberana de Quito, que nombró a Francisco Javier de Ascázubi teniente coronel y lo puso al mando del ejército. Poco después también se nombró a Manuel Zamorano como general y empezaron a tratarlo de Excelencia a pesar de que no tenía ninguna experiencia militar. La Junta Soberana inició planes para organizar un ejército propio de dos mil hombres (aunque en teoría podrían movilizar hasta 12.000 varones adultos en su provincia), equivalentes a tres batallones y una compañía montada de granaderos, cuerpo apodado como Falange. Incapaces de fabricar armas de fuego por razones materiales y técnicas, debieron conformarse con producir lanzas, espadas, hachas, cuchillos, arcos, flechas y mazas. Apenas contaban con 700 a 800 fusiles y unos pocos cañones viejos. Tampoco los oficiales supieron organizar las unidades y entrenar adecuadamente a las tropas. La población quedó dividida entre chapetones (realistas) e insurgentes (patriotas), como se denominaban en aquella época.
El virrey neogranadino Antonio José Amar y Borbón decidió convocar una asamblea en Santafé de Bogotá el 9 de septiembre, donde se debatió sobre qué hacer con la nueva junta quiteña. El «partido español» apelaba por destruirla, mientras que el «americano» la defendió como justa pues seguía el ejemplo de la «revolución española» y se debía formar una propia. El virrey decidió oponerse y envió 300 fusileros de línea con el teniente coronel José Dupré a Popayán para ayudar al gobernador Miguel Tacón y Rosique. La junta quiteña respondió organizando una expedición contra sus enemigos. Al rechazo a la junta se sumaron los gobernadores y coroneles Bartolomé Cucalón y Villamayor de Guayaquil y Melchor Aymerich de Cuenca. También se enviaron unidades a desde Panamá y Santiago de Cali a cargo del teniente coronel Juan Alderete y el capitán de milicias José María Quijano y Mosquera.
Cuando la junta quiteña se enteró de que en Santafé, Popayán, Guayaquil y Cuenca preparaban fuerzas para enfrentarla, decidieron ir a la guerra. Enviaron tropas a Guaranda para defenderse de los guayaquileños y a Alausí de los cuencanos; las tropas en Guaranda estaban a cargo del doctor José Fernández Salvador y Jacinto Sánchez de Orellana. También se organizó una expedición contra los realistas en Popayán para tomar San Juan de Pasto.

## Fuerzas enfrentadas
Según Francisco Antonio Encina, la expedición patriota se componía de 2.000 hombres, de los que 200 o 300 tenían fusiles y el resto lanzas o sables. En cambio, José Manuel Restrepo afirma que eran 114 los fusiles y 6 las piezas de artillería junto a todo los pertrechos necesarios. Nicolás González Chávez creía que eran 500. Pedro Fermín Cevallos dijo que estaban organizados como una falange y que debían sumar unos 3.000 hombres, de los que muy pocos tenían fusiles y la mayoría solamente lanzas. Según Bartolomé Mitre eran dos compañías y 3 cañones. Algunas fuentes dicen que la mayoría desertó durante el viaje al norte, pero otras que reclutaron en su paso por Otavalo, Ibarra y otros pueblos 500 infantes y 130 jinetes. Eran tropas inexpertas que recién aprendían a manejar una lanza, un fusil o un cañón y sus oficiales eran igualmente bisoños. Edgar Bastidas Urresty creía que eran unos 1.000 reclutas de Imbabura a los que se sumaron reclutas de Túquerres e Ipiales, mal armados pero con 4 cañones.
Juan Morales y Edgar Bastidas creía que debían ser unos 1.000 los realistas en San Juan.

## Combate
A comienzos de octubre, los patriotas llegaron a Tulcán y desde ahí ocuparon la región de Los Pastos. Avanzaron hasta el río Guáitara, pero no pudieron cruzarlo porque el jefe de las milicias de San Juan de Pasto, coronel Gregorio Angulo, cortó el puente colgante y defendía la posición. Los revolucionarios decidieron dividirse en dos fuerzas de 1.000 soldados cada una, con Zamorano en Cumbal y Ascázubi en Bramadero.
Los patriotas que guarnecían el paso conocido como tarabita de México, cerca de Funes, fueron sorprendidos el 16 de octubre, cuando los pastusos cruzaron el río a nado al mando del capitán Miguel Nieto y Polo y el teniente Tomás de Santacruz. Los realistas les ofrecieron la rendición pero sus enemigos les respondieron abriendo fuego con un tiro de cañón y algunos fusiles, provocando el ataque de los monárquicos, quienes fácilmente dispersaron a sus enemigos.
La noticia fue tan desalentadora que el resto de los revolucionarios empezaron a retirarse. Durante los días 17 y 18, Nieto volvió a atacar a los patriotas, capturando a Ascázubi en Sapuyes o Zapúyes. Por su parte, Arredondo fue vencido en Cumbal y apenas logró escapar.

## Consecuencias
Pronto todas las tierras y la población al sur de Quito estaban en armas a favor del antiguo régimen, tanto que el dominio de la Junta Soberana llegaba a apenas 5 leguas al sur de la ciudad, todo gracias a las influencia y la astucia de un poderoso hombre. A inicios de octubre, el comandante de Alausí, Antonio Peña, interceptó cartas de Pedro Calixto, regidor del cabildo de Quito, al gobernador de Cuenca, urgiéndole a marchar sobre Quito. Al ser descubierto, intentó huir a Cuenca pero fue herido y capturado. El 9 de octubre, en prisión, convenció a Peña de cambia de bando. Calixto había pactado anteriormente con su sobrino Ignacio de Arteta, corregidor de Ambato, para reunir armas, gente y municiones contra los patriotas. Entre tanto, el corregidor de Riobamba, Francisco Javier de Montúfar, tuvo que huir del lugar porque el cabildo local, encabezado por Fernando Dávalos, se pronunció por los realistas, seducidos también por Calixto. Algo similar paso en Guaranda, donde el corregidor patriota, José Larrea, debió escapar porque las tropas encabezadas por Manuel Aguilar y Feliciano Checa se sublevaron. Similares eventos sucedieron en Latacunga, donde el oidor Felipe fuertes sublevó a la población, se tituló coronel e hizo construir fortificaciones en Nagsiche para protegerse de los quiteños.
Entre tanto, los realistas avanzaban rápidamente sin detenerse en ninguna localidad. Gracias al apoyo de Pasto, Cuenca y Guayaquil alcanzaron los 5.000 hombres según Encina. En cambio, Gabriel Salazar afirmaba que eran que sólo en Latacunga había 3.500 milicianos (algunos desarmados), 480 fusileros del Real de Lima y 290 infantes y 80 dragones de Guayaquil a cargo del teniente coronel Manuel Arredondo y Miño, y en Ambato 2.200 milicianos a cargo de Aymerich. Por último, un artículo del coronel Vicente Aguirre publicado en Cádiz el 30 de abril de 1813 en el Telégrafo Mexicano, núm. 9, cree que las fuerzas que obraron contra Quito fueron de 9.700 combatientes, sin contar con aquellas que venían de Lima o Guayaquil, aunque estima que en esta última plaza había 3.000 hombres en armas.
En Quito, el coronel Juan de Salinas y Zenitagoya, jefe que quedó a cargo de las milicias, aconsejó una salida para sorprenderlos pero sus fuerzas ya eran impotentes, quedándoles apenas 200 fusiles. Afirmaba que de haber tenido otros tantos habría podido organizar una adecuada defensa.
La Junta Soberana se mantuvo a la defensiva y muchos miembros querían disolverla, incluyendo su presidente, Juan Pío Montúfar, quien renunció y fue reemplazado por Juan José Guerrero y Matheu. En cuanto este último asumió llegaron las noticias del desastre ocurrido en el norte. Ante tal situación, Guerrero pacto con el depuesto presidente de la Audiencia de Quito, Manuel Ruiz Urriés de Castilla, un traspaso pacífico del poder y el interceder ante el virrey para que no hubieran castigos a los revolucionarios. El 25 de octubre se produjo el cambio de gobierno. De inmediato, Ruiz le ordenó a Aymerich, quien había llegado a Ambato con 2.000 hombres, retirarse y fue obedecido a regañadientes. Luego las demás unidades realistas en marcha recibieron órdenes similares. La Junta Soberana fue disuelta silenciosamente, pero poco después llegaron más de 400 a 800 soldados de Lima al mando del coronel Manuel Arredondo; casi todos eran pardos. Con esta fuerza, el 4 de diciembre Ruiz se olvidó de sus promesas e inició una serie de juicios contra todo aquel relacionado con la junta revolucionaria. Finalmente, 23 de ellos son condenados a muerte y el resto encarcelados.
El populacho se molestó por la violación de un pacto público, el 2 de agosto de 1810 asaltaron los cuarteles donde estaban los prisioneros y se tomaron uno. Los soldados ejecutaron a 25 presos y luego salieron a la calle, acabando con la vida de 80 personas, incluyendo 3 niños y 3 mujeres; la gente los enfrentó con palos y piedras en las calles. Debido a la matanza, el 4 de agosto la tropa de pardos limeños fue enviada fuera de la ciudad y eso apaciguó al pueblo.

### Decimonónica
- Cevallos, Pedro Fermín (1870). Resumen de la historia del Ecuador desde su orijen hasta 1845. Tomo III. Lima: Imprenta del Estado.
- González Chávez, Nicolás (1879). Estudio cronológico de la guerra de la independencia de la antigua Colombia: Primera parte: Hechos militares. Tomo I. París: A. Lahure.
- Mitre, Bartolomé (1890). Historia de San Martín y de la emancipación sud-americana (1890). Tomo III. Buenos Aires: Félix Lajouane.
- Restrepo, José Manuel (1858). Historia de la revolución de República de Colombia en la América meridional. Tomo I. Besazón: Imprenta de José Jacquin.
- Salazar y Lozano, Agustín (1910). Recuerdos de los sucesos principales de la revolución de Quito. Desde 1809 hasta el de 1814. Quito: Imprenta y Encuadernación Nacionales. Publicado originalmente en 1854.
- Torrente, Mariano (1829). Historia de la revolución hispano-americana. Tomo I. Madrid: Imprenta de León de Amarita.

### Modernas
- Bastidas Urresty, Edgar (1973). «La Vendée Americana (I). Las guerras de Pasto». Logos. Revista de Humanidades (Cali: Universidad del Valle) (4-5): 15-60.
- Encina, Francisco Antonio (1954). Bolívar y la independencia de la América Española. Emancipación de Quito y Alto y Bajo Perú. Tomo V. Santiago: Nascimiento.
- Morales Suárez, Juan Francisco (2009). Las guerras libertarias de Quito: los próceres olvidados de la Independencia. Tulcán: Carchi Cable Televisión. ISBN 9789942026842.
- Pazmiño, Inés; Lozada Ortega, Olga (2006). San Marcos: memoria histórica y cultural. Quito: Municipio del Distrito Metropolitano de Quito. ISBN 978-9978-300-62-6.
- Robalino Dávila, Luis (1948). Orígenes del Ecuador de hoy: García Moreno. Principales fuentes y obras consultadas. Quito: Talleres Gráficos Nacionales.

- Datos: Q109312499